# Kodak Black
Дьюсон Октейві (англ. Dieuson Octave), більш відомий як Kodak Black (Кодак Блек) — американський хіп-хоп виконавець з Помпано-Біч, Флорида. Здобув широку популярність після виходу свого четвертого мікстейпу Lil B. I. G. Pac.

### Молодість
Октейві народився 11 червня 1997 року в Помпано-Біч, Флорида. Його батьки є емігрантами з Гаїті. Насамперед його виховувала мати, а проживали вони в бідному районі Помпано-Біч за рахунок наданого їм державою житла. У 6 років він мав прізвисько Lil Black. Проте при реєстрації свого профілю в Інстаграмі він використав ім'я Kodac Black.
У 2009, 12 років, він вступив у хіп-хоп колектив Brutal Yungenz, де виступав під ім'ям J-Black. Потім він приєднався до місцевого хіп-хоп колективу The Kolyons. Взимку 2013 року Кодак опублікував мікстейп Project Baby, після якого випустив проєкт Heart of the Projects . Після другого мікстейп, взимку 2015, він випустив третій мікстейп — Institution. Восени 2015 року канадський хіп-хоп виконавець Drake виклав відео, на якому танцює під пісню Кодака Skrt, що посприяло подальшій популярності останнього. У тому ж місяці Кодак підписав контракт із звукозаписною компанією Atlantic Records. Навесні наступного року Кодак спільно з Lil Uzi Vert оголосили про спільний тур.

### 2016— даний час:Lil B. I. G. PacіPainting Pictures
Навесні 2016 року Кодак з'явився на синглі French Montana під назвою Lockjaw, приуроченого до MC4 — мікстейпу Монтані. Влітку 2016 року він опублікував свій четвертий мікстейп під назвою Lil B. I. G. Pac, став його першою платівкою, яка увійшла в топ-50 Billboard альбомів у категорії Top R&B/Hip-Hop Albums. Пізніше музичний журнал Pitchfork включив Lil B. I. G. Pac у список «20 кращих хіп-хоп-альбомів року».. Музичний сайт XXL заніс виконавця до списку «найбільш примітних хіп-хоп новачків року». Восени 2016 року сингл Кодака Skrt досяг 10 рядка в чарті Billboard Hot R&B/Hip-Hop Songs.
4 лютого Kodak Black відправився в місячний тур по США під назвою Back and Better, який тривав до 4 березня. 16 лютого 2017 року Кодак випустив трек «Tunnel Vision», який став одним з найпрослуховуваніших треків артиста. Продюсером пісні виступив один із найвідоміших хіп-хоп продюсерів Метро Бумін.
31 березня 2017 року Кодак опублікував свій дебютний студійний альбом — Painting Pictures. Альбом включає гостьові куплети від Future, A Boogie Wit da Hoodie, Young Thug, Jeezy і Bun B.14 лютого 2018 року вийшов альбом Heart Break Kodak.

## Проблеми з законом
Кодак протягом одного року тричі утримувався під вартою для неповнолітніх. Восени 2015 року, в Помпано-Біч, Кодак був затриманий за звинуваченням у пограбуванні, побитті, незаконному позбавленні волі дитини, а також за зберігання канабісу. Пізніше він був звільнений. Навесні 2016 року, в Галландейл Біч, він був затриманий у зв'язку з незаконним зберіганням зброї, канабісу, а також за втечу від поліцейських. У наступному місяці, в Броварді, він був заарештований за збройне пограбування і за незаконне позбавлення волі. Восени 2016 року, у Форт-Лодердейл, відбулося судове слухання, на якому були присутні кілька керівників Atlantic Records; віце-президент лейблу, Майкл Кушнер. Останній в захист артиста зазначив, що «у Кодака є світле майбутнє музиканта». Підсудний не став оскаржувати звинувачення, погодившись на рік домашнього арешту, 5 років умовного засудження, а також на виправні роботи і курси з управління гнівом. До того ж поки він перебував під тюремним ув'язненням, поліція звинуватила його у сексуальному насильстві. За словами постраждалої жінки, коли вона проводжала його в номер одного з готелів Південної Кароліни, Кодак накинувся на неї, зірвав одяг, і скоїв сексуальний контакт. На початку грудня 2016 року він був випущений з-під варти, заплативши близько 100 тисяч доларів.
У червні 2017 року вийшов із в'язниці, відсидівши 97 із 364 днів призначеного терміну. Звільнений достроково після добровільного проходження курсу психологічної реабілітації.
У жовтні 2017 року звинувачений у сексуальних домаганнях.
19 січня 2018 року репера заарештували у штаті Флорида за звинувачення у викраденні вогнепальної зброї, незаконному володінні зброєю, боєприпасами та недозволеною кількістю марихуани, нехтуванні безпекою дитини і двох випадках порушення правил умовного звільнення.
13 листопада 2019 року Kodak Black був засуджений до 46 місяців позбавлення волі за незаконну купівлю зброї: надання неправдивої інформації про себе під час купівлі двох пістолетів та укорочений варіант AK47 — Mini Draco. Репер придбав зброю в магазині Маямі, штат Флорида, а в березні 2019 р. один із пістолетів був знайдений на пляжі після перестрілки. Крім обвинувачень у порушенні поводження зі зброєю у Флориді, Kodak Black звинувачується в інших штатах у зберіганні наркотиків і зброї та в сексуальних домаганнях.

## Музичний стиль
Часто музика Кодака ґрунтується на його «попередніх і майбутніх проступках». В одному з інтерв'ю, він заявив, що знаходиться під впливом творчості Boosie Badazz і Chief Keef. Американський тижневик The New Yorker зазначив «крамольне звучання» і «відносно юний голос» артиста, додавши: «Октейві входить в число молодих реперів, які відкидають „стару школу“, роблячи акцент на поетичному розмаїтті, індивідуалізмі та персональному катарсисі». Своєю чергою музичний журнал The Fader схарактеризував Кодака як «репера, який постійно показує гіркий стан життя в гетто», відзначивши його «недурні і афективні закиди, які в юні роки утилізували Mobb Deep і Lil Wayne».

## Особисте життя
У 2014 році Кодак заявив, що працює для отримання диплома про закінчення старшої школи Blanche Ely в Помпано-Біч.

## Дискографія

### Альбоми
- Painting Pictures (2017)
- Heart Break Kodak (2018)

### Мікстейпи
- Project Baby (2013)
- Heart of the Projects (2014)
- Institution (2015)
- Lil B. I. G. Pac (2016)
- Project Baby 2 (2017)

### Сингли
- No Flockin (2015)
- Skrilla (2015)
- Skrt (2015)
- Like Dat (2016)
- Going Viral (2016)
- There He Go (2016)
- Tunnel Vision (2017)
- Zeze (2018) —  при участі Travis Scott та Offset